# Émile B. De Sauzé
Émile B. De Sauzé (* 7. Dezember 1878 in Tours; † 10. Juli 1964 in Cleveland) war ein US-amerikanischer Romanist und Fremdsprachendidaktiker französischer Herkunft.

## Leben und Werk
Émile Blais De Sauzé (auch de Sauzé oder DeSauzé oder DeSauze) studierte an der Universität Poitiers (Abschluss 1900) und ging 1905 in die Vereinigten Staaten. 1910 war er in Philadelphia gemeldet. Von 1918 bis 1949 war er in Cleveland für den schulischen Fremdsprachenunterricht verantwortlich. Er leitete die School of French an der Case Western Reserve University und gründete die Maison française de Cleveland.
Berühmt wurde seine Fremdsprachenlernmethode (eine erweiterte direkte Methode) unter dem Namen „Cleveland Plan“.
An der Case Western Reserve University trägt eine Professur für neuere Sprachen seinen Namen. Das Gleiche gilt für eine Schule der Stadt Cleveland.

## Werke

### Lehrbücher
- Cours pratique de français pour commençants, Philadelphia 1919, 1927; (avec transcriptions phonétiques) 1934; u. d. T. Nouveau cours pratique de francais pour commencants, 1949, 1953; (mit Eugene K. Dawson und B. June Gilliam) New York 1970
- (mit Harriet M. True) Grammaire française, Chicago/Philadelphia 1920, Philadelphia 1948
- The Cleveland plan for the teaching of modern languages with special reference to French, Philadelphia/Chicago 1924, 1929, 1946, 1953, 1959
- (mit Vesta Condon) The Cleveland plan for the teaching of modern languages with special reference to Spanish, Philadelphia 1931
- The Cleveland plan for the teaching of languages with special reference to Latin, Chicago 1940
- Lisons donc, New York 1932, 1937, 1952, 1958, 1961
- Using French. A workbook covering basic syntax idiomatic expressions and verbs, New York 1945

### Herausgebertätigkeit
- (Hrsg.) Contes gais, Philadelphia 1924
- (Hrsg.) Sept comédies modernes, New York 1925
- (Hrsg.) Jean Valjean. Extrait des Misérables de Victor Hugo, New York 1926
- (Hrsg.) Helen M. Chesnutt, Martha Whittier Olivenbaum, Nellie Price Rosebaugh, The road to latin. A first-year Latin book, Philadelphia 1932
- (Hrsg.) Alexandre Dumas, Nouvelles aventures de D’Artagnan, New York 1935
- (Hrsg. mit Agnès M. Dureau) Un peu de tout. Second French reader, Philadelphia 1937, 1947; (mit Eugene K. Dawson und B. June Gilliam) New York 1970
- (Hrsg. mit Agnès M. Dureau) Commençons à lire. A first year French reader, New York 1940